# 柱厲叔
柱厉叔（前6世纪？—前528年），《说苑》作朱厉附，春秋时期莒国人。
柱厉叔事奉莒敖公（莒穆公），自以为不被赏识，于是离开居住在海边。夏天吃菱藕芡实，冬日在山里吃橡栗。莒敖公遇难，柱厉叔告别其友而前去赴死。朋友说，他对你没有知遇，你离开他。现在要为他去死，这就是知遇与不知遇没有差别了。柱厉叔说：“不对。我自以为不被了解而离去，现在他有难我不去死，这就是他了解我是什么人了。我将为他而死，以使得後世那些不了解他的臣下的人主感到惭愧，来激励人君之品行、节操，使得忠臣可以被发现。忠臣被发现，则君道就巩固了。”